# Anatolij Pisarenko
Anatolij Grigor'evič Pisarenko (in ucraino Анатолій Григорович Писаренко?, Anatolij Hryvorovyč Pysarenko; in russo Анатолий Григорьевич Писаренко?; Kiev, 10 gennaio 1958) è un ex sollevatore sovietico di origine ucraina, tre volte campione del mondo e quattro volte campione europeo, che ha gareggiato nella categoria dei pesi supermassimi.

## Carriera
Nel 1978 vinse la medaglia di bronzo ai campionati mondiali juniores di Atene. Non fu selezionato per i Giochi olimpici di Mosca nel 1980, e nei tre anni seguenti conquistò tre titoli mondiali ed europei a Lilla nel 1981, a Lubiana nel 1982 e a Mosca nel 1983.
Nel 1984 vinse il suo quarto titolo europeo a Vitoria ma non partecipò ai Giochi olimpici di Los Angeles a causa del boicottaggio, gareggiando invece nei Giochi dell'Amicizia a Varna, dove vinse la medaglia d'oro. Sempre nel 1984, venne arrestato all'aeroporto di Montréal insieme ad Aleksandr Kurlovič per possesso di steroidi anabolizzanti e multato. Inizialmente, entrambi ricevettero la squalifica a vita, ma poiché la sospensione proveniva solo dalla federazione sovietica e non da organismi internazionali, come la Federazione internazionale di sollevamento pesi (IWF), Pisarenko fu assolto e tre anni dopo poté ancora competere ai campionati europei di Reims, dove vinse la medaglia di bronzo nello slancio. A causa di una lesione al quadricipite fu costretto al ritiro dall'attività agonistica.
Durante la sua carriera nel sollevamento pesi, Pisarenko stabilì 15 record mondiali. Dopo il ritiro, fu presidente della Federazione ucraina di sollevamento pesi dal 2002 al 2006 e si dedicò all'attività politica, divenendo deputato nel parlamento ucraino per il partito social democratico unificato. Attualmente è attivo nel settore petrolifero.